# 11384 Sartre
A 11384 Sartre (ideiglenes jelöléssel 1998 SW143) a Naprendszer kisbolygóövében található aszteroida. Eric Walter Elst fedezte fel 1998. szeptember 18-án.
Nevét Jean-Paul Sartre (1905–1980) francia író, filozófus után kapta.